# Kvitholten
Der Kvitholten (norwegisch für Weißes Wäldchen) ist ein verschneiter Hügel im ostantarktischen Königin-Maud-Land. Im Mühlig-Hofmann-Gebirge ragt er unmittelbar südlich des Gebirgskamms Sagbladet an der Ostflanke des Austre Skorvebreen auf.
Norwegische Kartographen, die ihn auch benannten, kartierten ihn anhand von Luftaufnahmen und Vermessungen der Dritten Norwegischen Antarktisexpedition (1956–1960).